# Perfluortributylamine
Perfluortributylamine (PFTBA) is een tertiair amine met drie butylgroepen waar de waterstofatomen allen vervangen zijn door fluor.
In 2013 werd aangetoond aan de universiteit van Toronto dat deze stof een 7000 maal hoger aardopwarmingsvermogen heeft dan koolstofdioxide.

## Toepassingen
Perfluortributylamine wordt gebruikt bij de gaschromatografie-massaspectrometrie (GC-MS) voor het kalibreren van de massaspectrometer.